# Frances Emilia Crofton
Frances Emilia Crofton nascida Dunn (1822 - 23 de outubro de 1910), foi uma pintora de paisagens anglo-irlandesa do estilo pitoresco. Em 1854 ela publicou Eight Views, uma edição in-folio de impressões litográficas de suas pinturas de paisagens originais da Grã-Bretanha e Irlanda, para serem vendidas para fins de caridade. Esses conjuntos de oito gravuras foram adquiridos por vários bispos, membros da aristocracia e outros, e alguns estão agora em museus. Ela se casou com o proprietário de terras anglo-irlandês William Crofton, um cirurgião naval e juiz de paz, e viveu pelo resto de sua vida em Cheltenham, Gloucestershire e em Lakefield, uma mansão com uma grande propriedade no condado de Leitrim, na Irlanda.

## Biografia
Frances Emilia Dunn (Waterford 1822 - Dunmore 23 de outubro de 1910), era conhecida por sua família como Fanny. Ela era filha de Nicholas James Cuthbert Dunn RN (1785–1858) e sua esposa Frances Elizabeth (1794–1872). Dois de seus irmãos, Montagu Buccleugh e William James, eram tenentes da Marinha. Em 30 de março de 1848 ela se casou com William Crofton (1813 - 23 de maio de 1886), RN, MD, JP, na Igreja de St Mary, Pembroke. Ele havia sido cirurgião assistente no HMS Royal Adelaide, e era o segundo filho de Duke Crofton, JP, DL. Quando seu marido morreu em 1886, ele deixou mais de £ 20.000 (equivalente a £2.057.378.73 - R$13.150.884,17 - €2.347.937,48 em 2023), incluindo as casas e conteúdos do casal em Lakefield e Cheltenham, e a propriedade de Lakefield.
Crofton casou-se com a situação politicamente complexa do sectarismo anglo-irlandês. Em 1902, na época da ascensão de Eduardo VII, ela presidiu celebrações organizadas para os trabalhadores da propriedade de sua família em Lakefield, na Irlanda, e foi parabenizada por isso. Na mesma ocasião, seu sobrinho, o capitão Duke Crofton, propôs um brinde à saúde do novo rei, mas "ao fazê-lo referiu-se aos termos ofensivos do juramento de coroação aos súditos católicos de Sua Majestade". Meio século antes disso, ela havia publicado um volume de fotos em prol de uma instituição de caridade cuja intenção era "preservar o protestantismo dos órfãos de casamentos mistos".
Em Cheltenham, Crofton apoiou instituições de caridade para os pobres. Em 1870, ela era patrona de concertos amadores em prol do Asilo de Órfãs Femininas e dos Pobres Locais, em Cheltenham.
Quando jovem, Crofton foi descrita pelo jornal Wexford Independent como "amável e talentosa". Na velhice, o Leitrim Advertiser dizia que ela era "venerável e muito respeitada".

## Obras
O nome profissional de Crofton era Sra. William Crofton. Ela é conhecida apenas por um único trabalho: um conjunto de cópias litográficas de suas próprias pinturas de paisagens originais da Grã-Bretanha e Irlanda. O paradeiro de suas pinturas originais é desconhecido. Em 1855, ela doou £51 (£4.346,95 - R$27.761,57 - €4.957,50 em 2023) para a County Leitrim Protestant Orphan Society. Este foi o produto da venda de oito vistas: uma edição para assinantes de volumes encadernados contendo um conjunto de oito litografias de fotos de paisagens de Crofton. Uma livreira de Dublin, Penelope Gibson, disse: "As placas estão em detalhes impressionantes, mostrando paisagens principalmente do interior da Irlanda, castelos, abadias e ruínas".

### Comentário sobre o estilo deEight Views(1854)
Embora bonito, o estilo das Oito Vistas parecia estar cinquenta anos desatualizado em 1854. A lista de assinantes sugere que, aos 32 anos, Crofton possuía um forte grupo de contatos protestantes. A lista inclui os bispos de St. Asaph, Cashel e Waterford, Killaloe, Peterborough, Ripon, Winchester e outros clérigos, aristocratas e oficiais militares, além de membros das classes médias. O estilo artístico aceito e moralmente edificante anteriormente promovido pela Academia Real seria apropriado para ganhar e manter o apoio de tal grupo. Se as Oito Vistas de 1854 são representativas do estilo preferido de Crofton, então é possível que ela e talvez seus assinantes tenham favorecido o antigo estilo pitoresco e repoussoir de paisagens pintadas por uma questão de gosto.

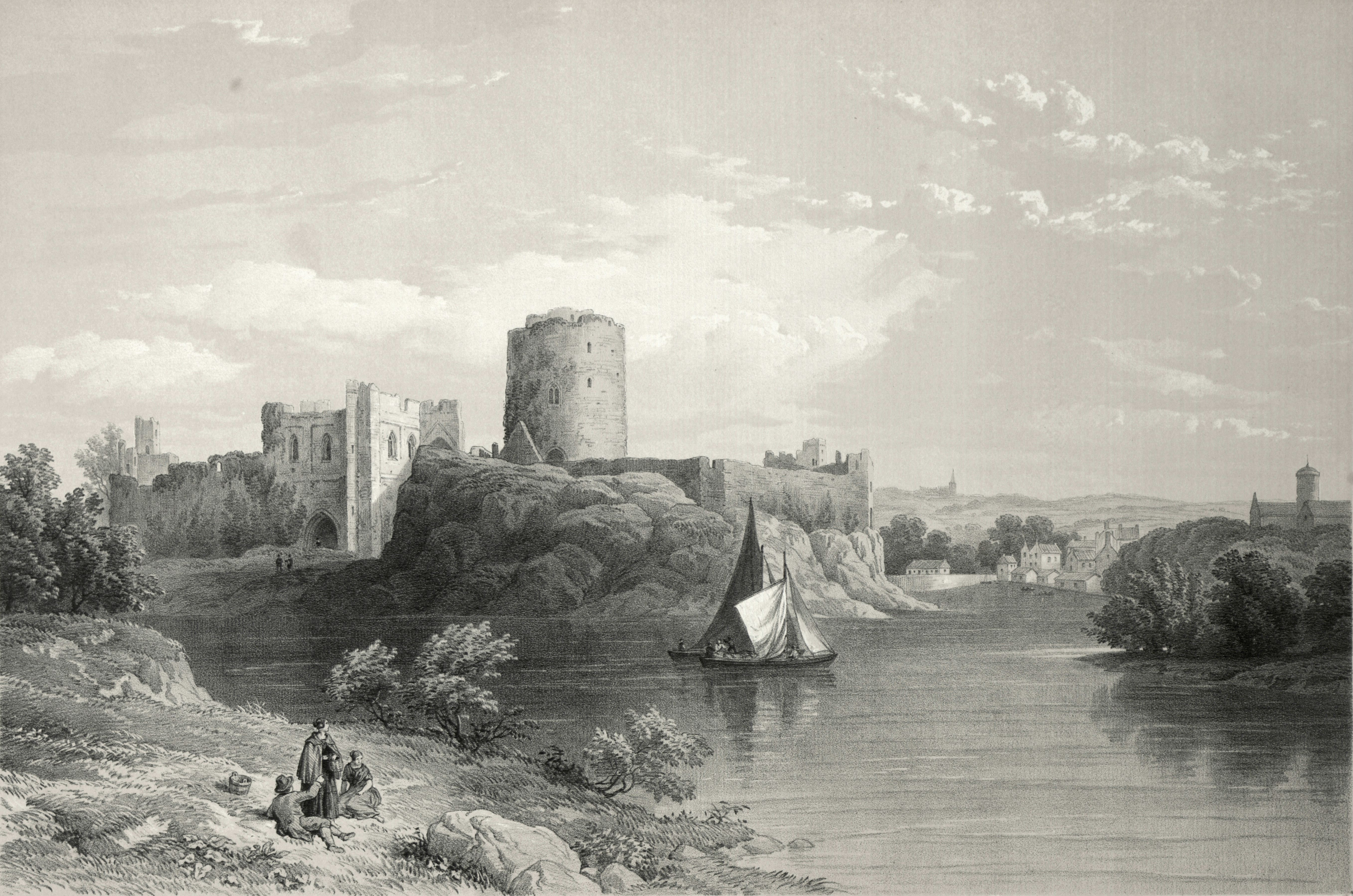
O pitoresco Pembroke Castle, South Wales, 1854, com ruínas românticas
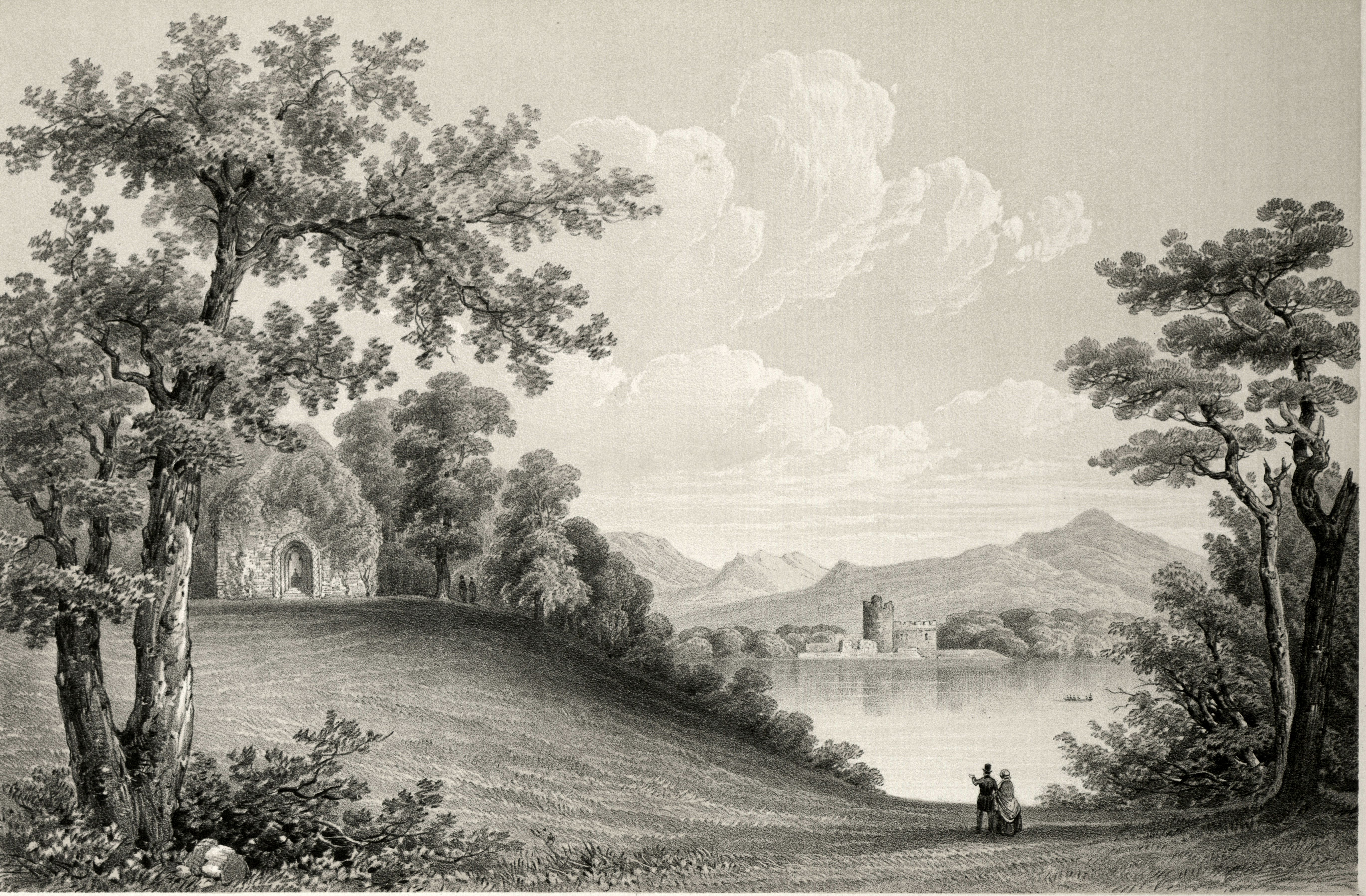
O repoussoir Monastery of Innisfallen Island, 1954, com perspectiva emoldurada
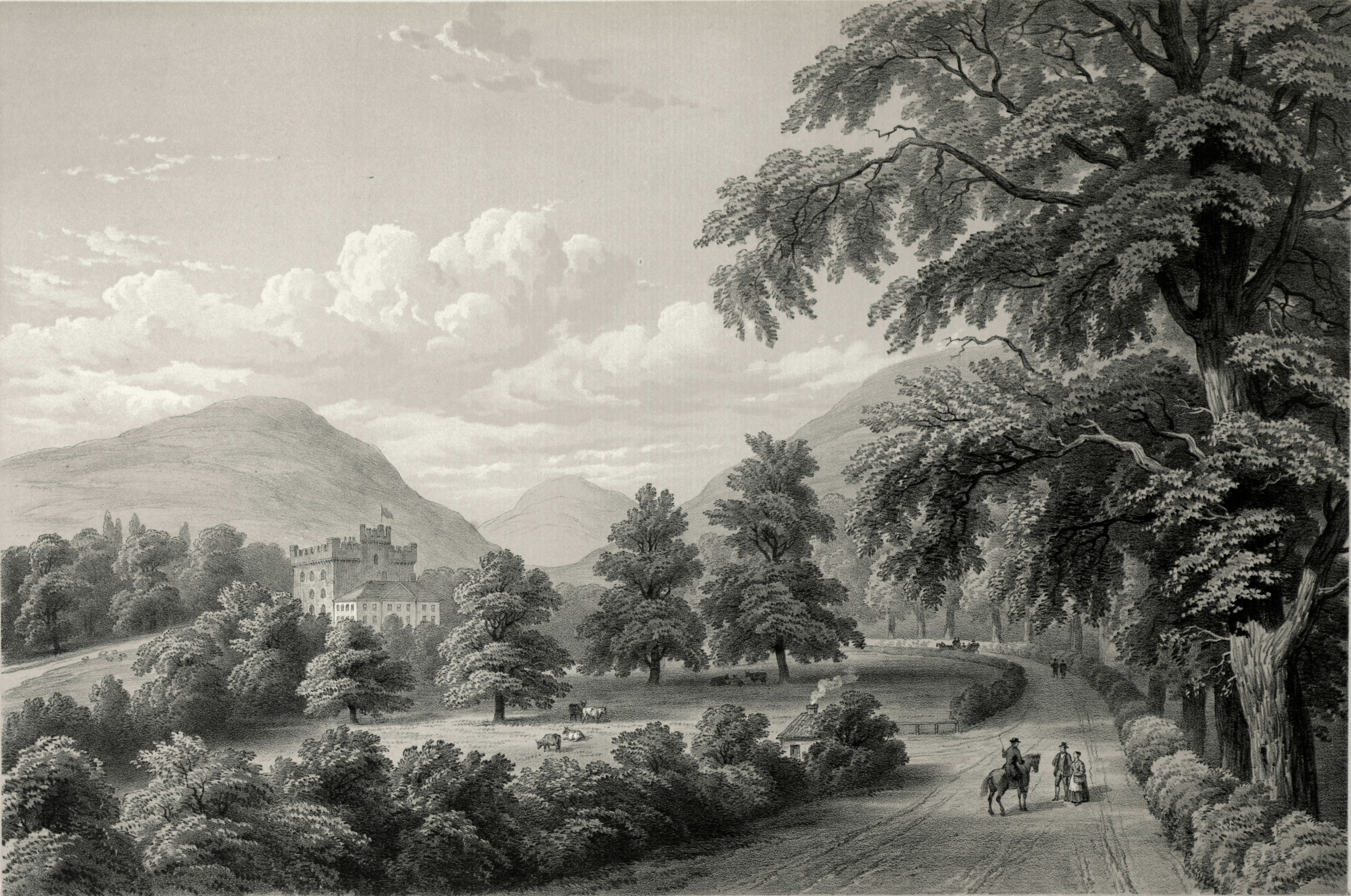
O sublime Castle Otway, County Tipperary, 1854, onde o castelo é diminuído pela Natureza

## Publicação
- Crofton, Mrs William (1854). Eight views, for the benefit of the County Leitrim protestant orphan society from the original drawing. [S.l.]: Ackerman. Consultado em 24 de dezembro de 2020. As oito gravuras eram cópias litográficas das pinturas originais de Crofton. Algumas edições foram encadernadas em tecido verde oliva com motivos dourados. As litografias não coloridas foram de Thomas Ashburton Picken (1818–1891),[27] e algumas litografias coloridas foram de William Louis Walton (fl.1834–1855).[28] Foi produzido em in-fólio ou tamanho quarto.[22]
- I View from Clooncaher of Lough Rynn and Lakefield, County Leitrim (1854).[29]
- II Ruins of Muckruss Abbey (1854).[29]
- III Monastery on Innisfallen Island, and Ross Castle, Killarney (1854).[29]
- IV Castle Otway, County Tipperary, residence of Captain Otway, RN (1854).[29]
- V Dunbrody Abbey, County Wexford (1854).[29]
- VI Pembroke Castle, South Wales (1854).[30]
- VII Isle of Portland, Dorsetshire (1854).[29]
- VIII Village of Hambledon, Hants (1854).[29]

### Detalhes de três vistas

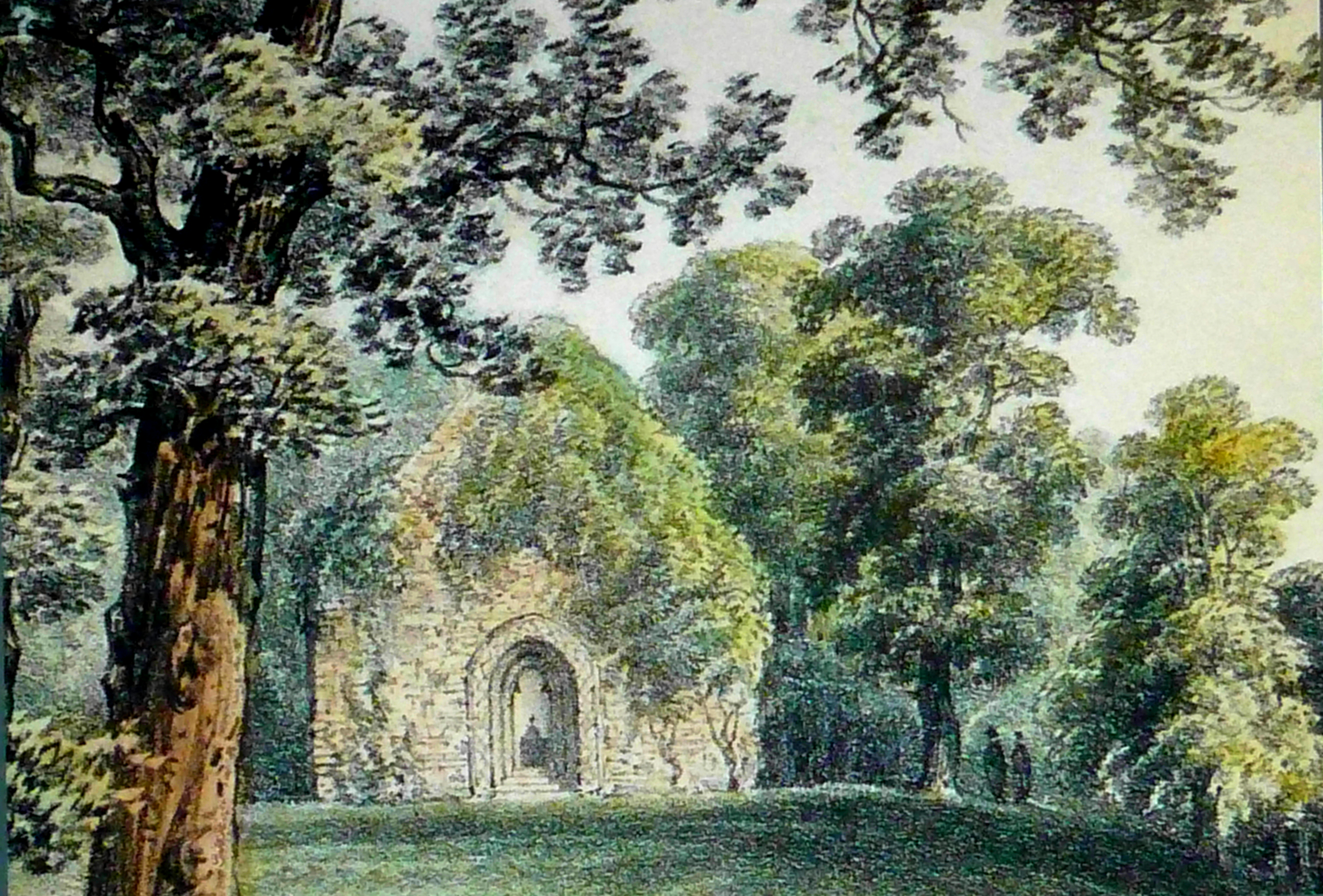
III, Innisfallen Abbey
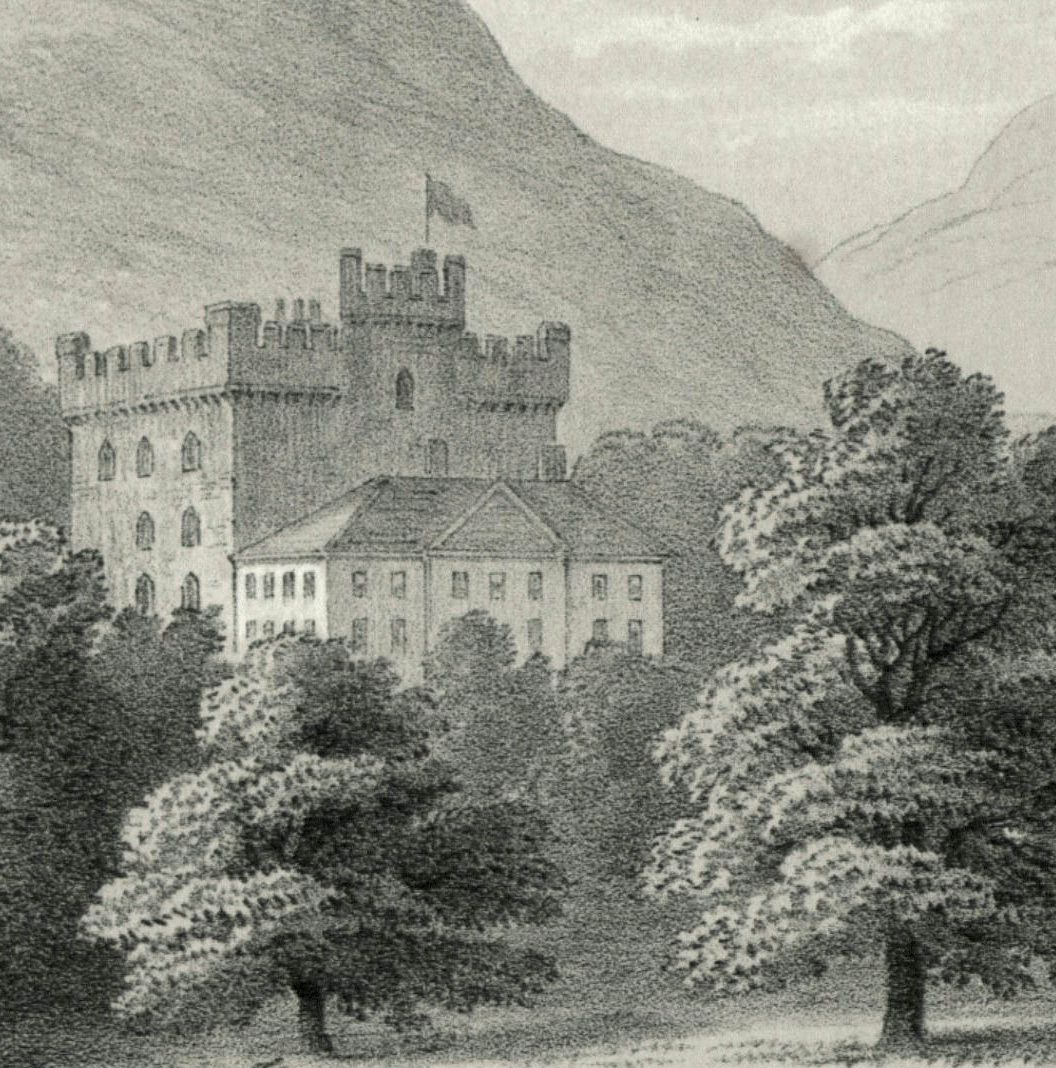
IV, Castle Otway
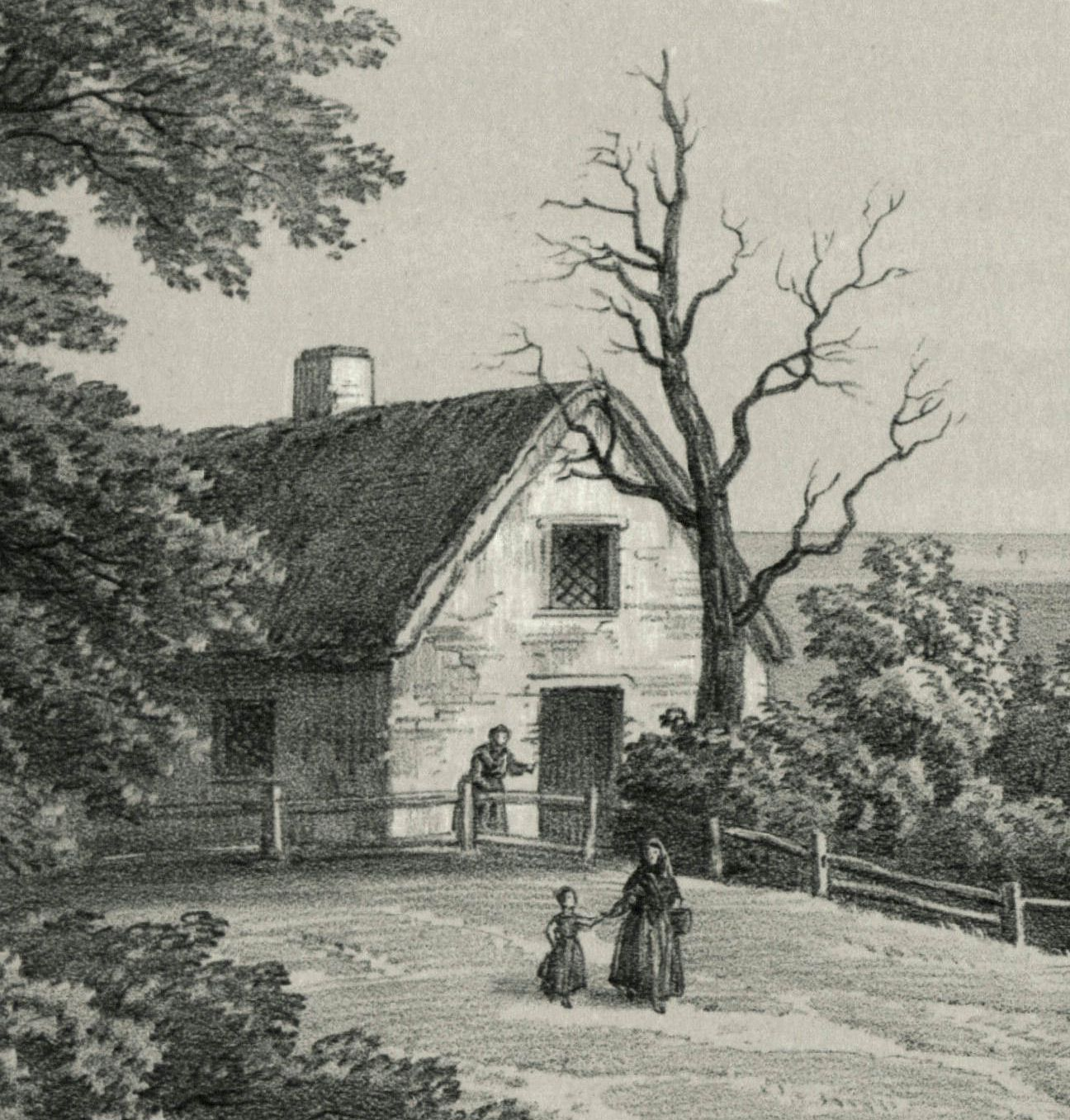
VII, Isle of Portland

## Coleções
- Royal Collection : Cinco das gravuras, incluindo Killarney, Dunbroody Abbey, Lough Rynn, Muckruss Abbey e Castle Otway.[31]
- Falvey Memorial Library, Villanova University, Pensilvânia: Eight views for the benefit of the County Leitrim Protestant Orphan Society: 8 litografias coloridas de tamanho fólio 450 x 320 mm, segundo desenhos originais da Sra. William Crofton. A lista de placas tem uma borda gravada em madeira.[32]
- The People's Collection, Biblioteca de Haverfordwest: Pembroke Castle, South Wales.[33]
- Biblioteca Nacional do País de Gales: Pembroke Castle, South Wales.[34]
- Biblioteca Nacional da Irlanda: Monastery on Innisfallen Island and Ross Castle, Killarney.[35]
- Coleção do Marquês Conyngham, Castelo de Slane (até 1980): Volume encadernado, Eight Views.[36][37]

## Crofton na cultura
- Leverson, Ada (12 de dezembro de 2019). The Twelfth Hour. [S.l.]: Good Press. Consultado em 27 de dezembro de 2020. Este romance foi originalmente publicado em 1907 por Grant Richards. Faz referência a uma idosa Sra. William Crofton no Capítulo IV "Tia William".